# Andreï Korobeinikov
Andreï Korobeinikov (en russe : Андрей Коробейников), né le 10 juillet 1986 à Dolgoproudny, oblast de Moscou, Russie, est un pianiste et espérantiste russe. Il a remporté de nombreux prix et mène une carrière mondiale avec de nombreux concerts sur tous les continents.

## Biographie

### Jeunesse et formation
il commence à jouer du piano dès l'âge de cinq ans. Il donne son premier récital solo à l'âge de 8 ans dans la Grande Salle de l'Académie nationale de musique de Bakou en Azerbaïdjan.

### Carrière musicale
Andreï Korobeinikov se produit en concert dans plus de 45 pays à travers le monde. En 2000, il est élu membre à vie du département artistique de l'académie internationale des sciences de Saint-Marin. En 2006 à Florence il donne un récital au cours duquel il joue par cœur pendant près de deux heures. En 2022, il se produit à Waterloo, en Belgique où il dédie la deuxième étude d'Alexandre Scriabine aux « victimes innocentes de la guerre en Ukraine ».
En avril 2024, il interprète en deux récitals à l'Auditorium de Radio France l'intégralité du Clavier bien tempéré, de Jean-Sébastien Bach sur un piano accordé au tempérament inégal du musicologue Bradley Lehmann, qui était selon ce dernier celui préconisé par le compositeur.
Certains critiques disent à propos de son jeu qu'il atteint le niveau de celui d'un autre pianiste russe, Sviatoslav Richter[réf. souhaitée].

### Espérantisme
Korobeinikov est un polyglotte espérantiste : outre sa langue maternelle, le russe, il parle l'anglais, le français et l'italien. Il a participé à plusieurs congrès mondiaux d'espéranto.